# Облога Києва (898)
Облога Києва угорцями 898 року  — напад кочівників-угорців на чолі з ханом Альмошем, на Київ в ході їх кочування на захід і попередній завоюванню батьківщини на Дунаї (з центром в Панонії).

## Обставини
Gesta Hungarorum (Діяння угорців), пізнє угорське джерело, написане в епоху правління Бели III (1172—1196), викладає загальний хід подій, хоча і включає при цьому багато деталей, відповідних обстановці XII—XIII століть, наприклад називає на боці Київської Русі союзників половців, але достеменно відомо що племена половців не були відомі і присутні в Європі до XI століття, принаймні із жодних інших джерел це невідомо.
Згідно з «Діянням» угорці переправилися на правий берег Дніпра на саморобних плотах. Київський князь, не названий на ім'я, виступив проти них зі своїми степовими союзниками, названими половцями і був розбитий в битві та сховався за міськими стінами. На другий тиждень облоги угорці пішли на приступ. Місто не було взяте, і почалися мирні переговори, в результаті яких руси виплатили угорцям 10 тисяч марок, і ті покинули київські землі.
Кочівля угорців через київські землі згадана в Повісті минулих літ: «Идоша угре мимо Киевъ горою, еже ся зоветь нынѣ Угорьское, и пришедше къ Днѣпру, сташа вежами; бѣша бо ходяще, яко и половци. И пришедше от въстока и устремишася чересъ горы великыя, иже прозвашася горы Угорьскыя, и почаша воевати на живущая ту» («Йшли угри мимо Києва горою, яка зветься тепер Угорської, і прийшли до Дніпра, стали вежами: ходили вони так само, як тепер половці. І, прийшовши зі сходу, кинулися через великі гори, які називаються Угорськими, і стали воювати з тими що там живуть»). Враховуючи яскраву схильність Повісті минулих літ висвітлювати передусім успіхи Київської Русі, видається цілком логічним саме таке висвітлення цих подій.

## Датування
В умовному датуванні початкової частини Повісті минулих літ події віднесені до періоду правління в Києві Олега, до 898 року. Однак, дати початку і закінчення кочівлі угорців в Паннонію (889—896), а також знаходження Альмоша (помер в 895 році) на чолі угорського війська дозволяють датувати події трохи більш раннім часом.

## Наслідки
Невдача угорців в облозі Києва була одним з факторів що призвели до їх подальшої міграції на Захід через Карпати на територію Панонії. Згодом угорці заснували власну державу, перетворилися на осілий народ і асимілювали місцевих мешканців Панонії (в основному слов'ян) і тюркських союзників.